# 包头国家稀土高新技术产业开发区
包头国家稀土高新技术产业开发区位于内蒙古自治区包头市南部，总面积达120平方千米，由建成区、滨河新区以及希望园区组成，园区人口约为13万，是中华人民共和国国家级高新区中唯一以稀土资源命名的高新区。

## 园区概况
成立于1990年，1992年被国务院批准为国家级高新区，辖区总面积120平方公里。地区生产总值占包头市12%，一般公共预算收入26.8亿元占包头市17.8%。
稀土高新区注册企业8447家，其中，稀土工业企业95家，上市公司投资企业22家，世界500强投资企业7家，外资企业39家。高新技术企业81家，创新型试点企业79家，占包头市总量的56%；科技小巨人企业8家，占包头市总量的80%。全区企业研发中心达73家，其中，自治区级以上49家。